# Наталін (Луківський повіт)
Наталін (пол. Natalin) — село в Польщі, у гміні Адамув Луківського повіту Люблінського воєводства.
У 1975-1998 роках село належало до Седлецького воєводства.